# Тольен (Кезский район)
Тольен — деревня в Кезском районе Удмуртской республики.

## География
Находится в северо-восточной части Удмуртии на расстоянии приблизительно 12 км на восток по прямой от районного центра поселка Кез.

## История
Известна с 1891 года как починок Тольенский или Шудегурт. В 1905 году здесь был учтен 21 двор, в 1920 — 26 (10 русских и 16 удмуртских), в 1924 — 21. Деревня с 1932 года. До 2021 года входила в состав Сюрзинского сельского поселения.

## Население
Постоянное население составляло 140 человек (1905), 121 (1924), 43 человека в 2002 году (удмурты 91 %), 20 в 2012.